# Santibáñez de la Peña
Santibáñez de la Peña ist ein Ort mit etwa 1650 Einwohnern und eine Gemeinde (municipio) mit 934 Einwohnern (Stand: 2024) im Norden der Provinz Palencia in der Autonomen Gemeinschaft Kastilien-León im Norden Spaniens. Zur Gemeinde gehören neben dem Hauptort Santibáñez de la Peña die Ortschaften Aviñante de la Peña, Cornón de la Peña, Las Heras de la Peña, Pino de Viduerna, Tarilonte de la Peña, Velilla de la Peña, Viduerna de la Peña, Villafría de la Peña, Villalbeto de la Peña, Villanueva de Arriba, Villaoliva de la Peña und Villaverde de la Peña.

## Lage und Klima
Santibáñez de la Peña liegt südlich der Fuentes Carrionas in einer Höhe von ca. 1085 m. Die Provinzhauptstadt Palencia befindet sich ungefähr 80 km (Fahrtstrecke) südsüdöstlich. Im Gemeindegebiet liegt der Stausee Embalse de Villafría.

## Bevölkerungsentwicklung
| Jahr      | 1970 | 1981 | 1991 | 2001 | 2011 | 2021 |
| Einwohner | 3147 | 1984 | 1912 | 1500 | 1231 | 1002 |

Die Mechanisierung der Landwirtschaft, die Aufgabe bäuerlicher Kleinbetriebe („Höfesterben“) und der daraus resultierende Verlust an Arbeitsplätzen haben seit der Mitte des 20. Jahrhunderts zu einer Landflucht und zu einem deutlichen Bevölkerungswachstum in den Städten geführt.

## Sehenswürdigkeiten
- Reste einer Wallburg
- Burgruine von San Román
- Klosterruine von San Román de Entrepeñas
- Johannes-der-Täufer-Kirche
- Wallkirche bzw. Heiligtum der Jungfrau von El Brezo
- Marinenkirche

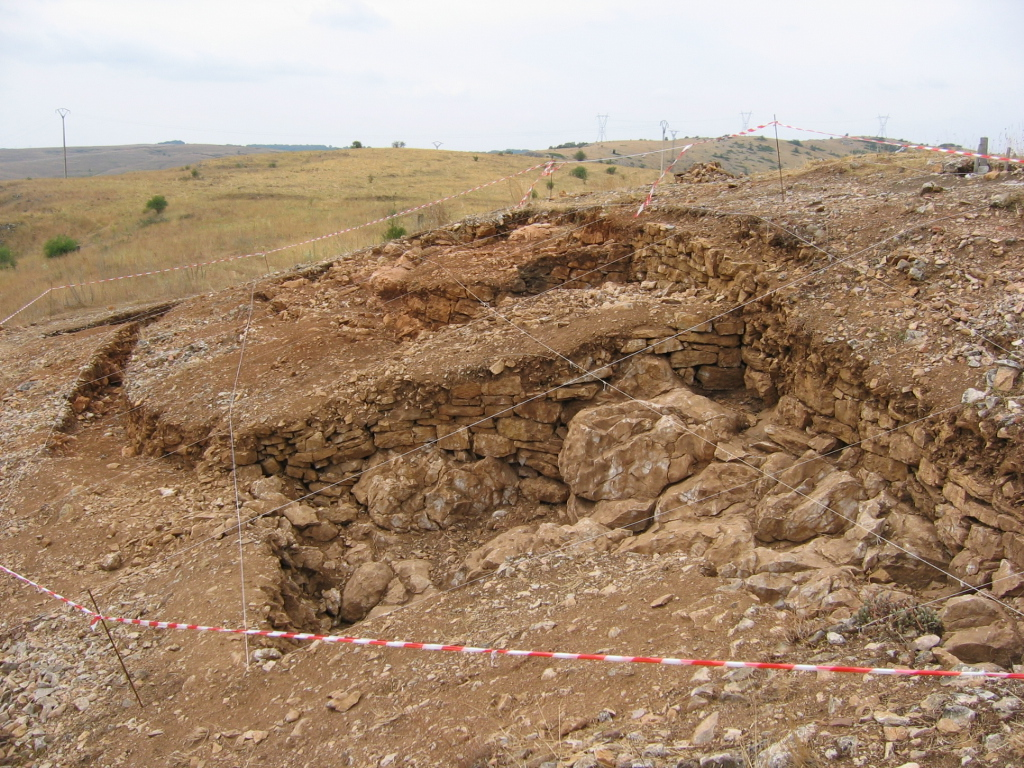
Reste einer Wallburg
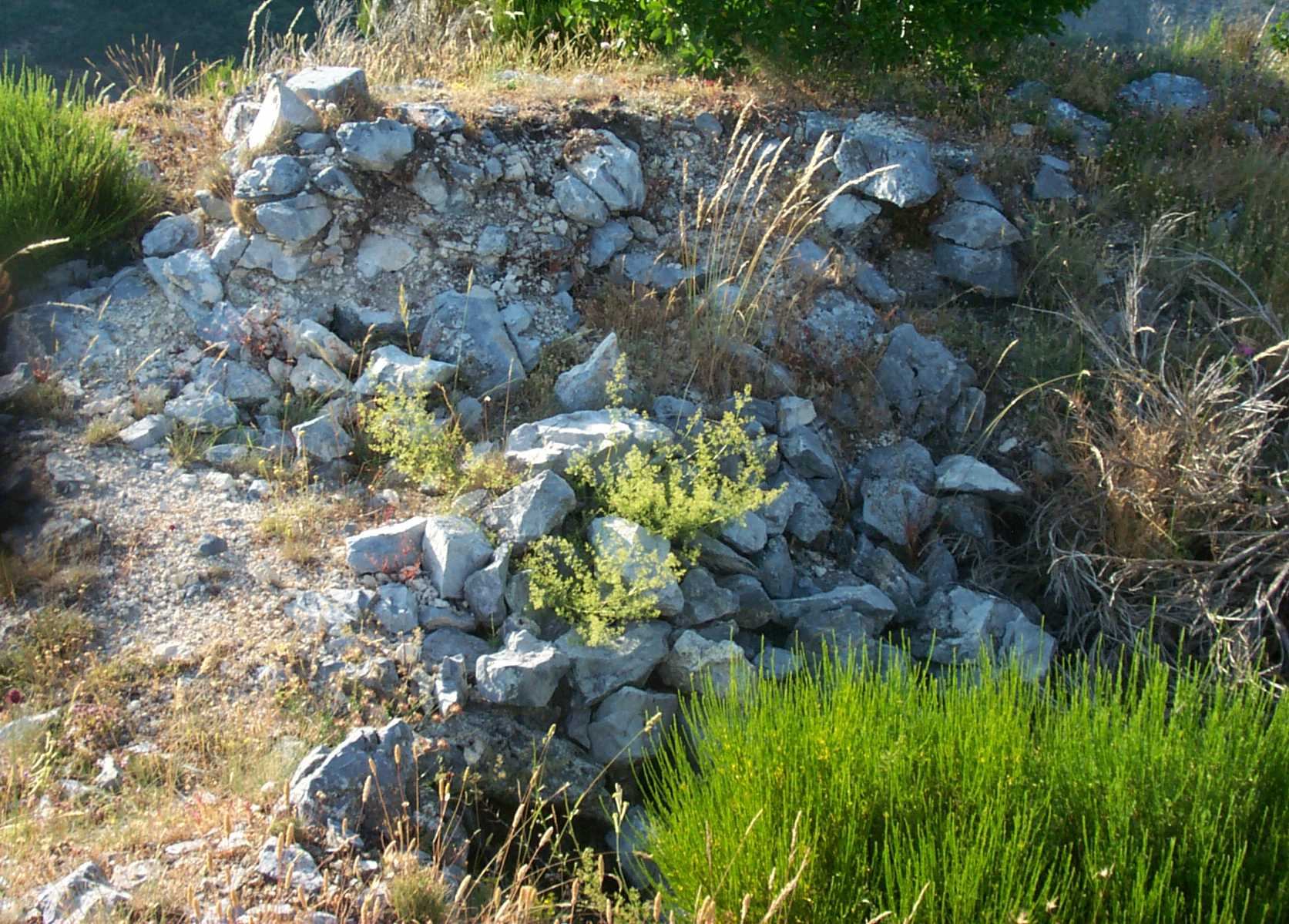
Burgruine von San Román
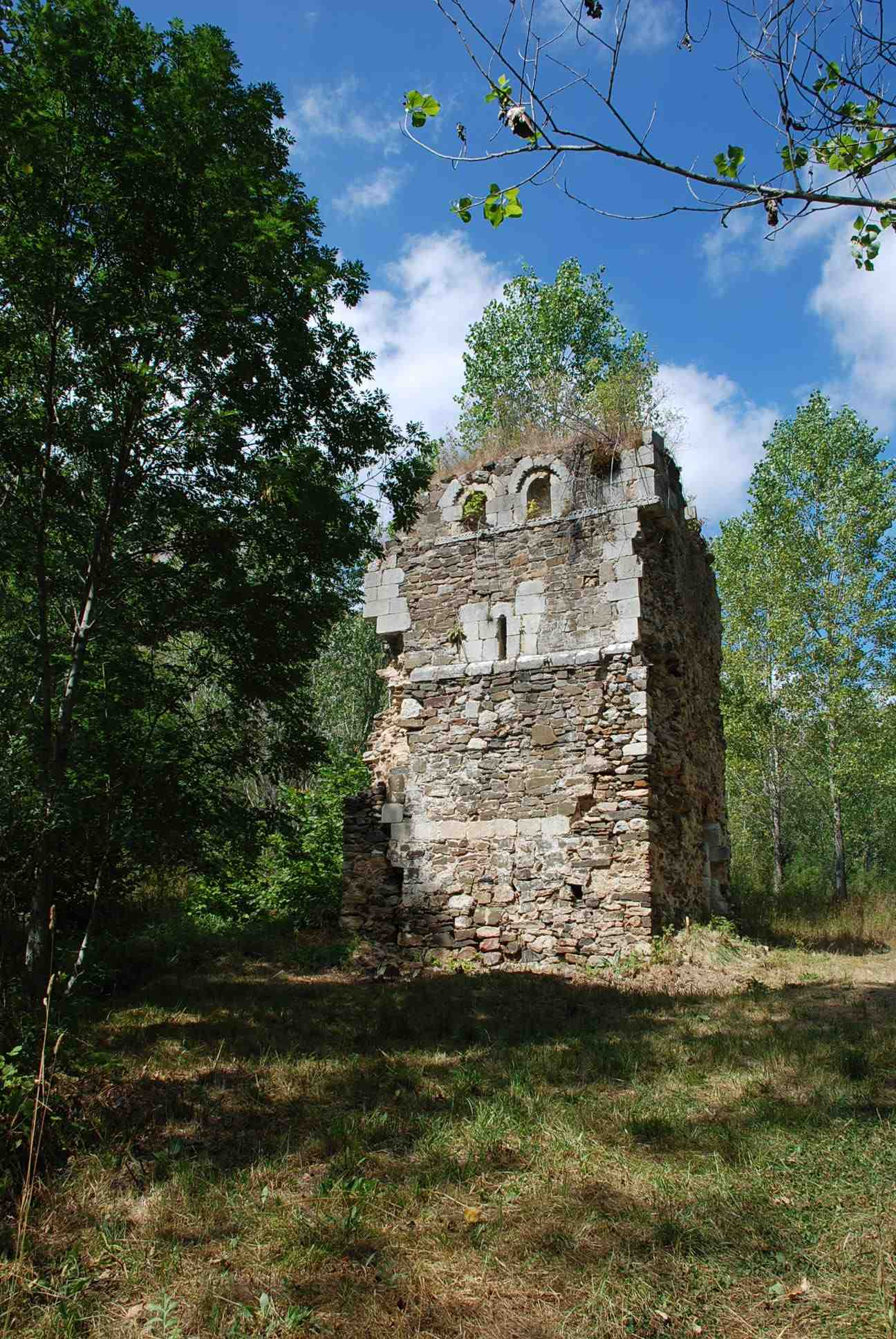
Klosterruine von San Román de Entrepeñas
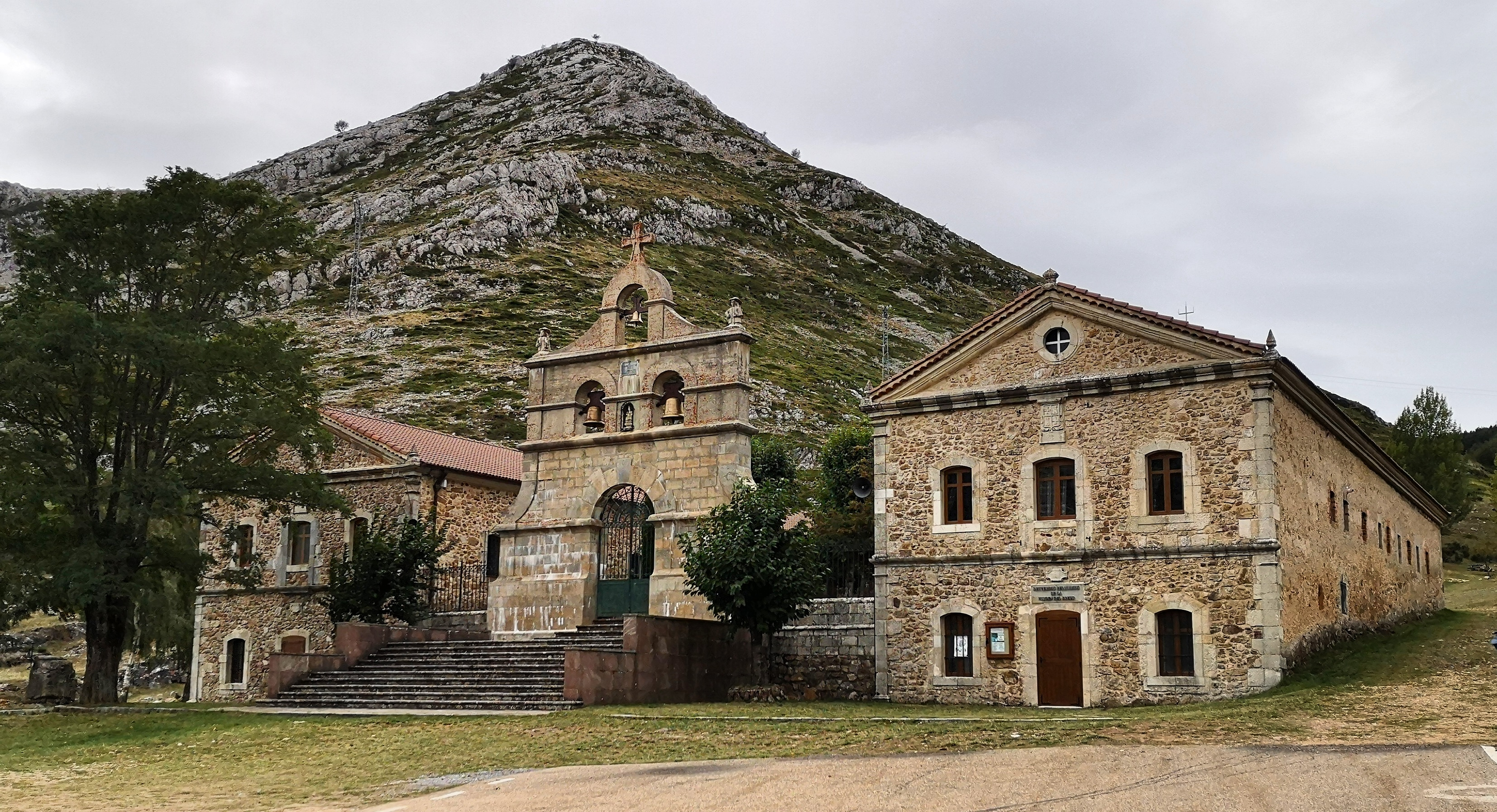
Wallkirche der Jungfrau von El Brezo
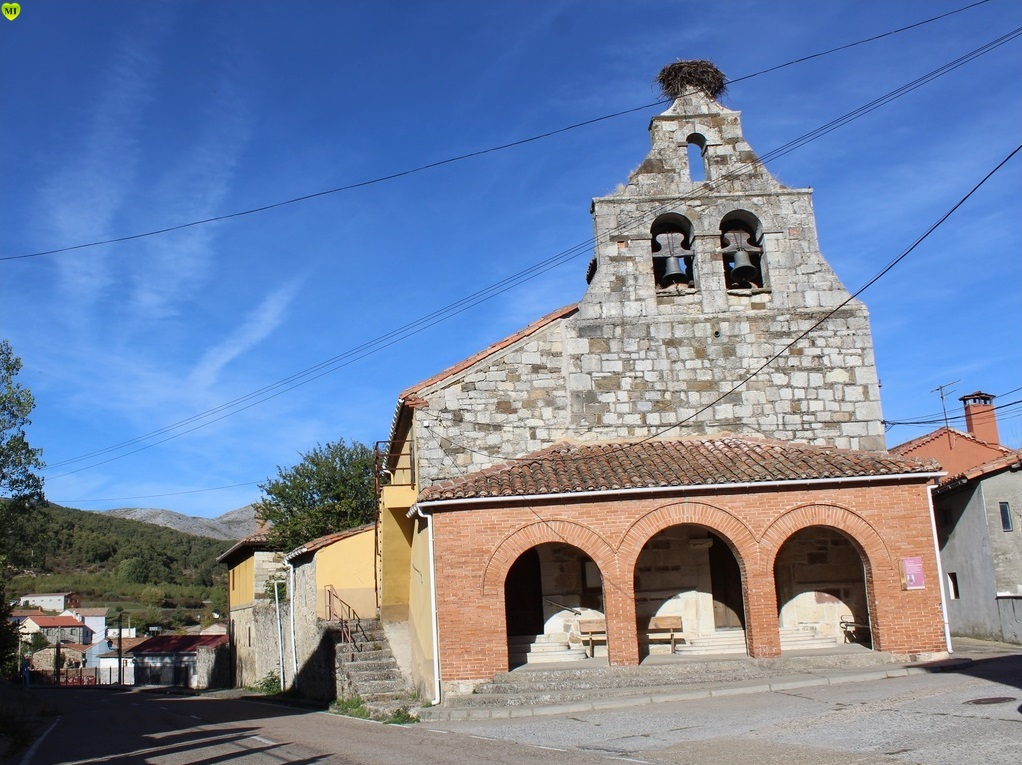
Johannes-der-Täufer-Kirche
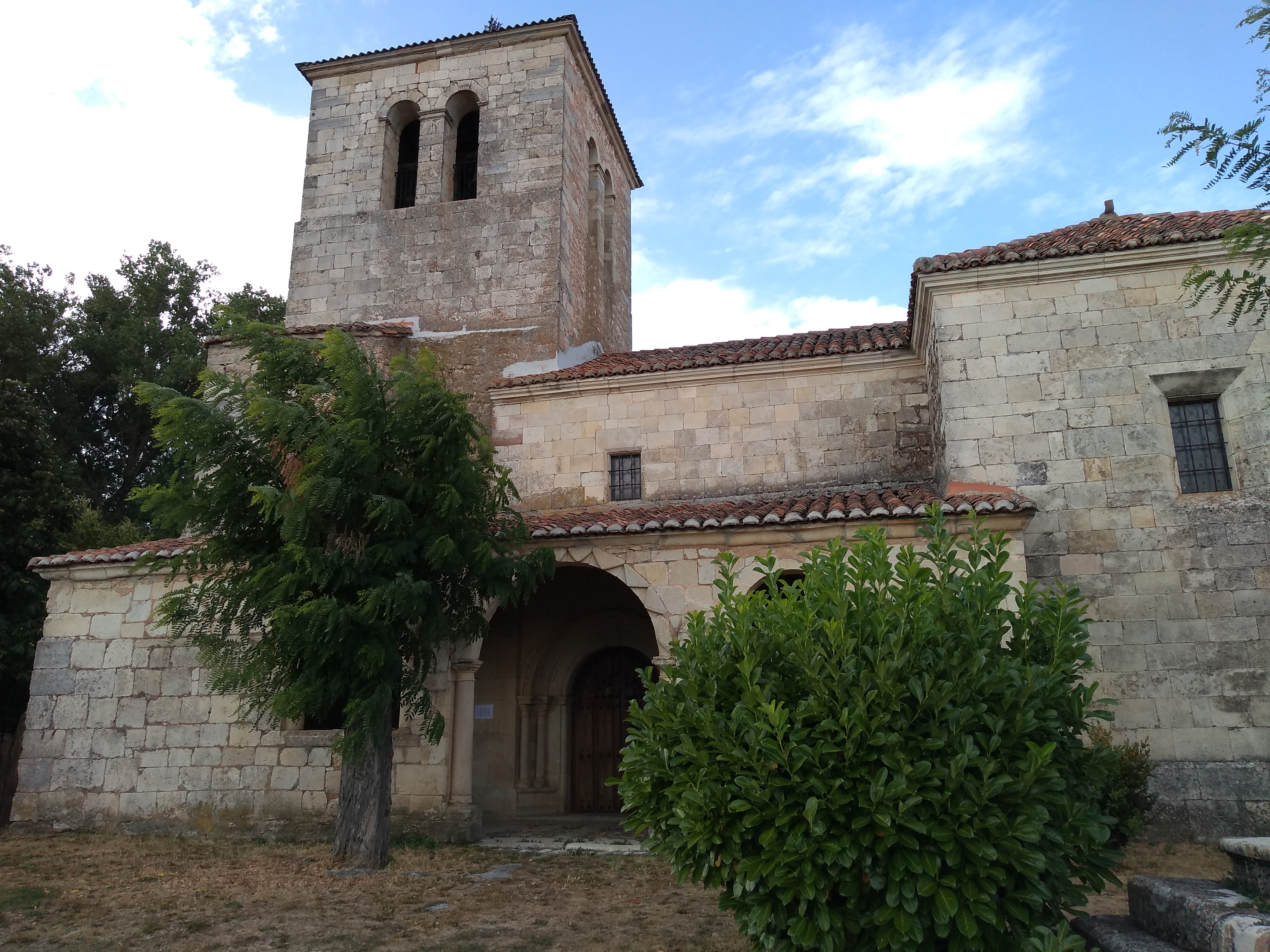
Marinenkirche
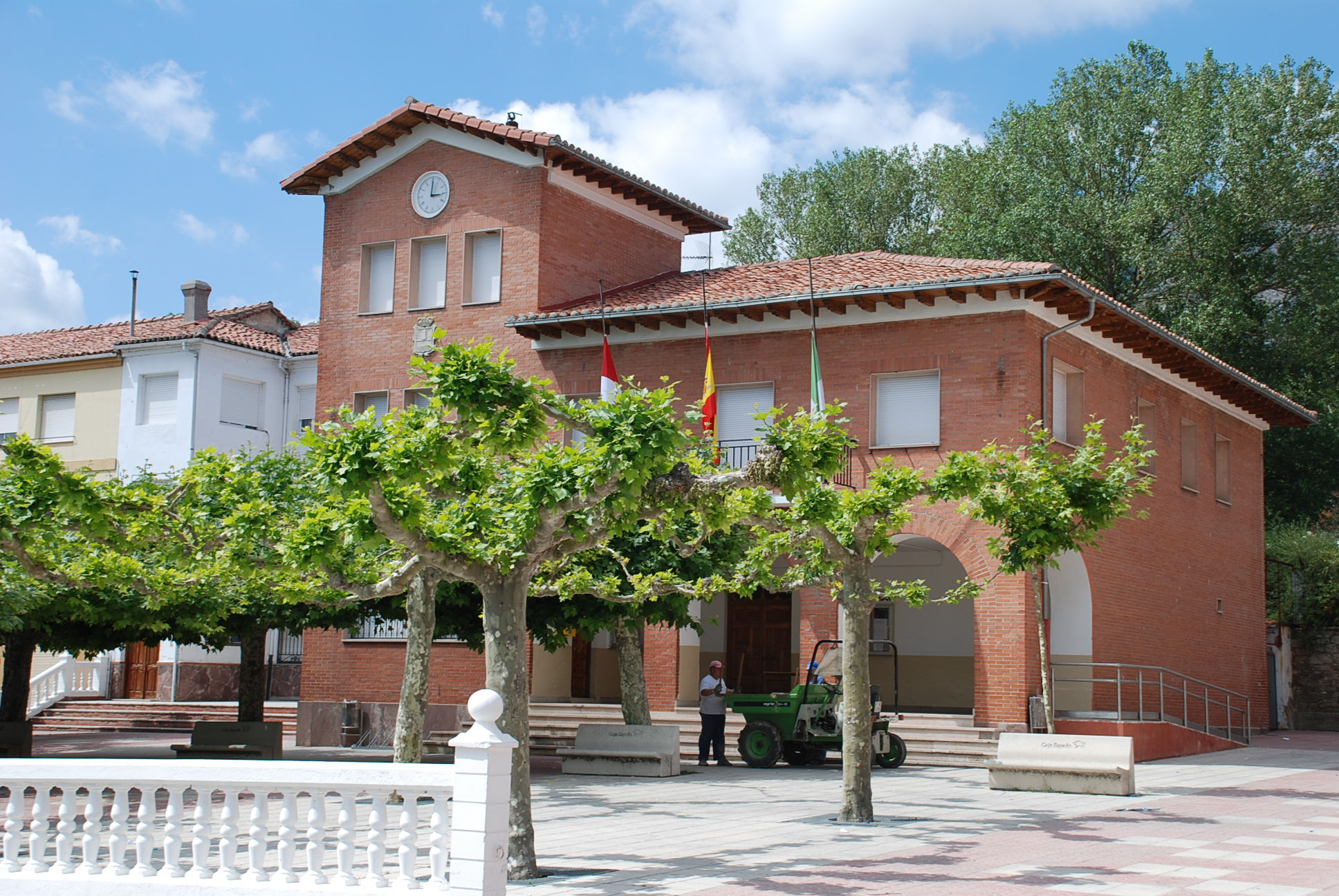
Rathaus